# Rüdiger ze Sparnecku
Rüdiger ze Sparnecku (německy von Sparneck, * kolem 1300 - mezi roky 1364 a 1368) byl chebský purkrabí z rodu Sparnecků. Rodinný majetek rozšířil o četná panství, včetně Schönbacher Ländchen a několika rytířských sídel.

## Rod Sparnecků

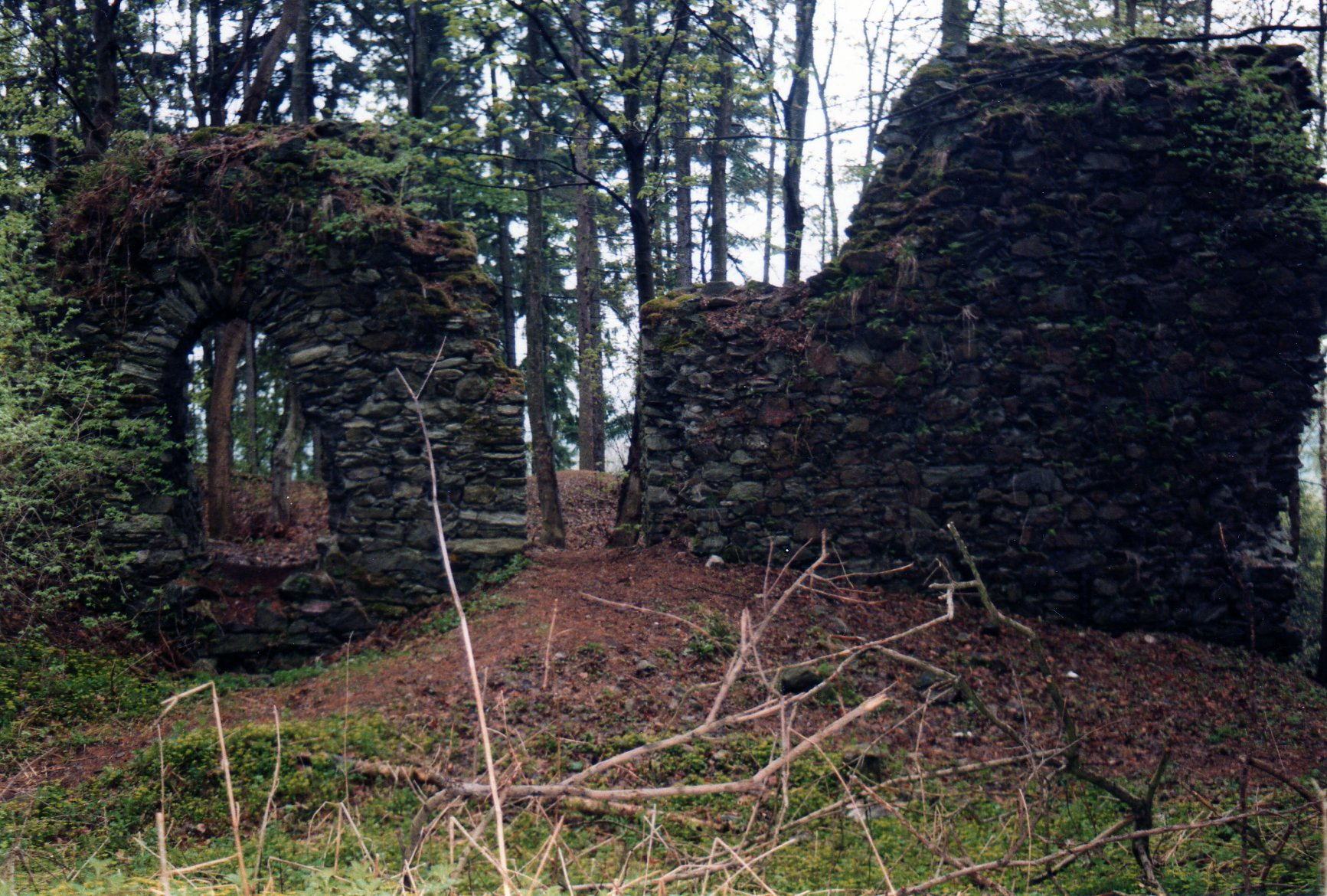
Zřícenina hradu Uprode

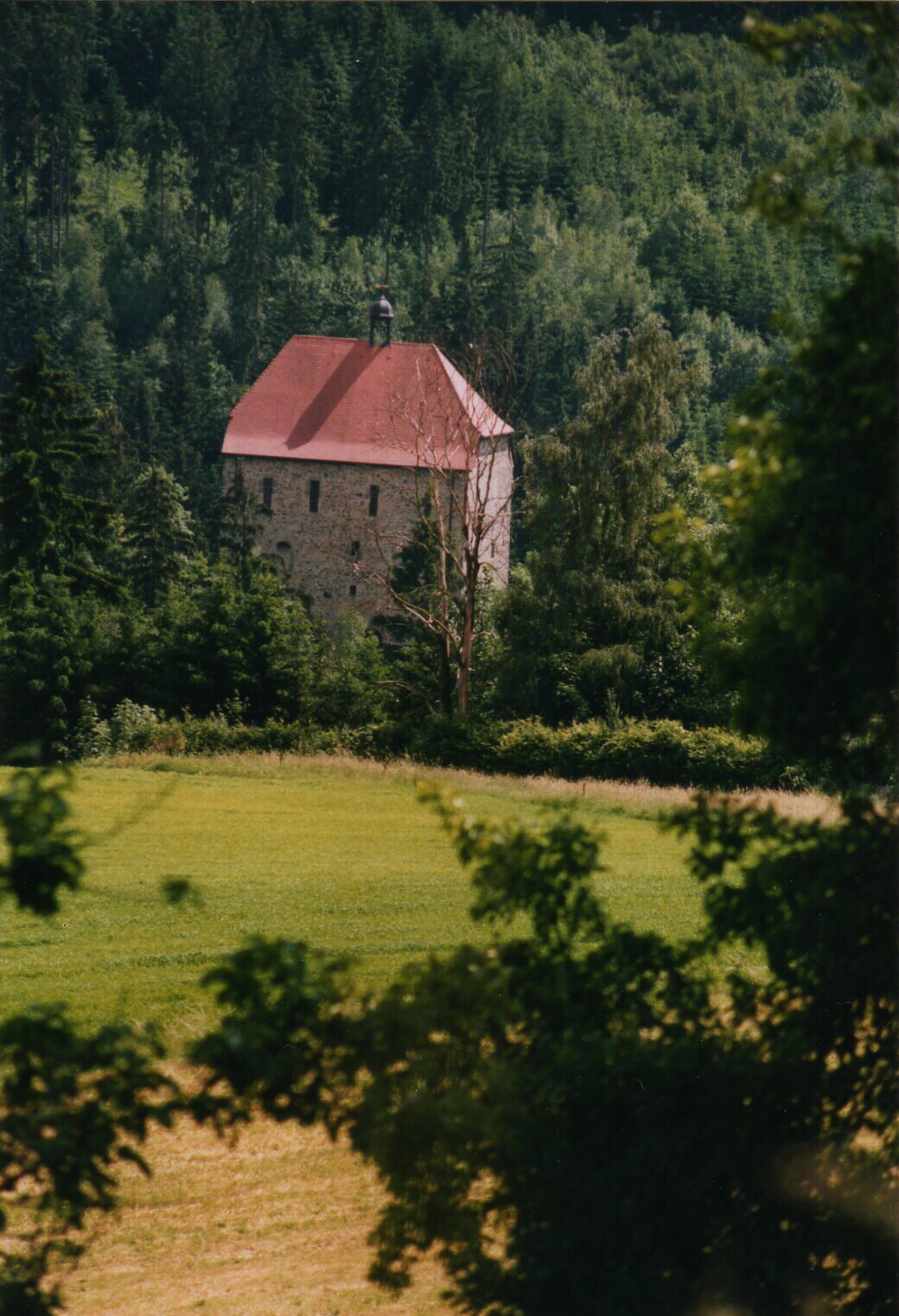
Stein, zámecké kaple

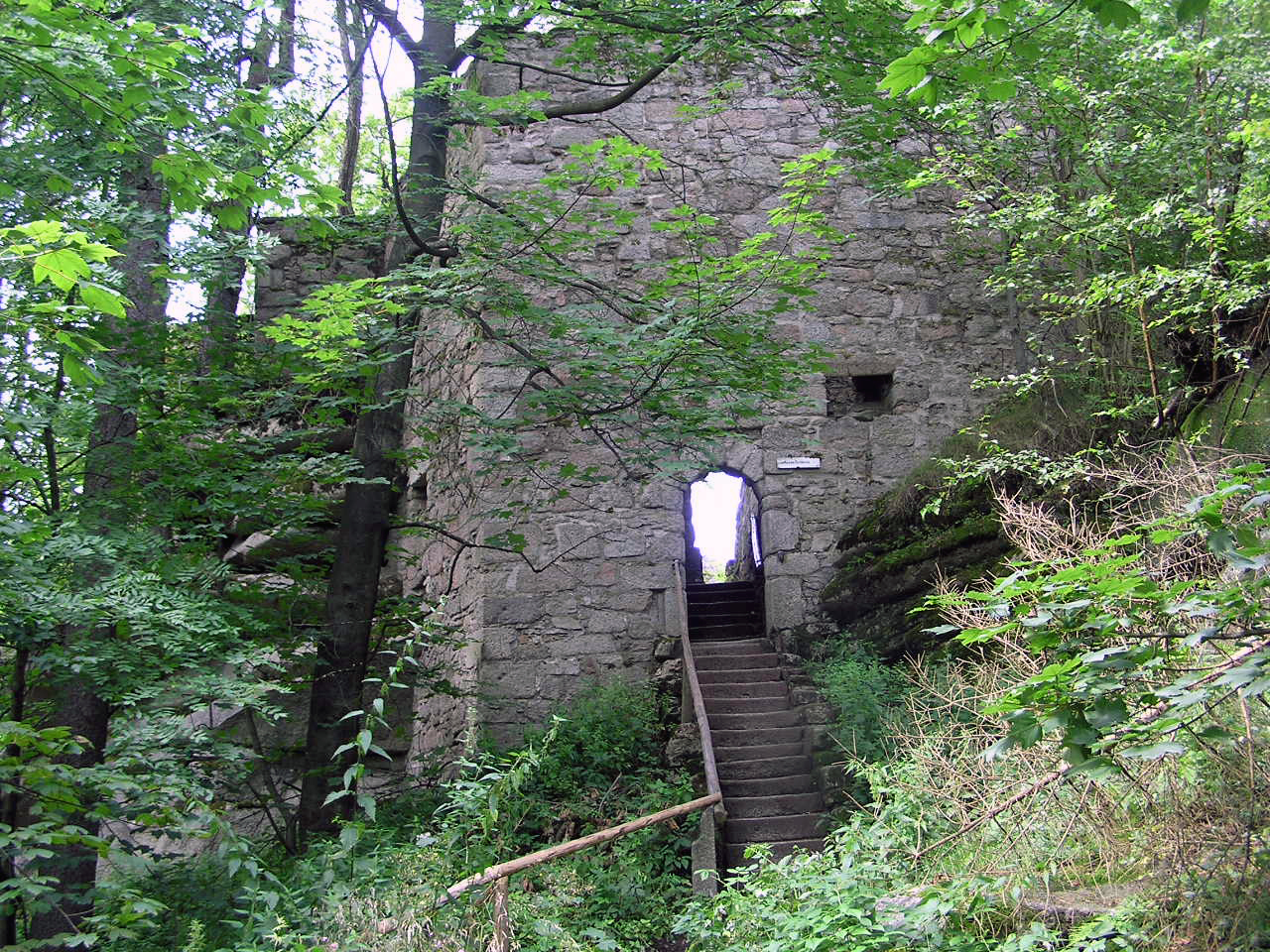
Červený hrad na Valdštejně

Rüdiger pocházel z francké šlechtické rodiny Sparnecků a byl zřejmě nejvýraznější osobností tohoto rodu. Své jméno odvozují od Sparnecku, který je dnes součástí zemského okresu Hof v Horních Frankách. Územní rozsah vlastnictví Sparnecků zaujímal přibližně plochu někdejšího okresu Münchberg a zahrnoval také několik panství v Chebsku.
Jméno Rüdiger bylo u Sparnecků častým křestním jménem a mnohdy vedlo k záměnám členů rodu. Z novějších výzkumů vyplývá, že Rüdigerovým otcem byl také Rüdiger ze Sparnecku a nikoli Arnold ze Sparnecku, jak píše Alban von Dobenck. Rüdigerova matka není známa. 
Rüdiger byl ženatý se ženou z rodu Fojtů z Weidy. Měli děti Erharda, Friedricha, Paba a Hans na hradě Steinu. Koupí či výstavbou dalších rytířských sídel, která uskutečnil, vznikly další rodové linie Sparnecků. 

## Životopisná data

### Úřady
Roku 1336 byl Rüdiger ze Sparnecku purkrabím v Chebu se sídlem na Velkém Valdštejně. Norimberský purkrabí Jan II. mu v roce 1341 pronajal panství Wunsiedel, Hohenberg a Schönbrunn. V roce 1359 byl jmenován zástupcem míšeňských markrabat.

### Akvizice hradů a pozemků
V roce 1343 pro svého syna Hanse získal hrad Stein a založil tak linii Sparnecků ze Steinu. V roce 1348 za opata Franze Kübela koupil od valsaského kláštera Lubsko. Kolem roku 1350 postavil hrad Uprode a také novou budovu na Valdštejně, zvanou Červený hrad, dříve zde stával jen Ostburg). V roce 1364 udělil městu Münchbergu městská práva. Před rokem 1368 získal hrad Gattendorf jeho syn Erhard, který založil novou linii Sparnecků z Gattendorfu a Hallersteinu.

### Valdštejn pod českou korunou
2. května 1356 učinil významné rozhodnutí: Valdštejnské panství a mnoho svých dalších statků připojil k české koruně. Norimberským purkrabím se v průběhu staletí trvající akviziční politiky dařilo stále rozšiřovat svou sféru vlivu na sever. Do sféry vlivu purkrabství se dostaly menší svobodné říšské rody a loupeživí rytíři, což znamenalo počátek větších územních států. Oblast Sparneck zůstala po dlouhou dobu českým lénem. 11. května 1358 vzdal Rüdiger poctu českému králi Karlovi IV.